# آنتونی جوزف درکسل
آنتونی جوزف درکسل (انگلیسی: Anthony Joseph Drexel; ۱۳ سپتامبر ۱۸۲۶ – ۳۰ ژوئن ۱۸۹۳) بانکدار اهل ایالات متحده آمریکا بود.